# 요나스 바사나비추스

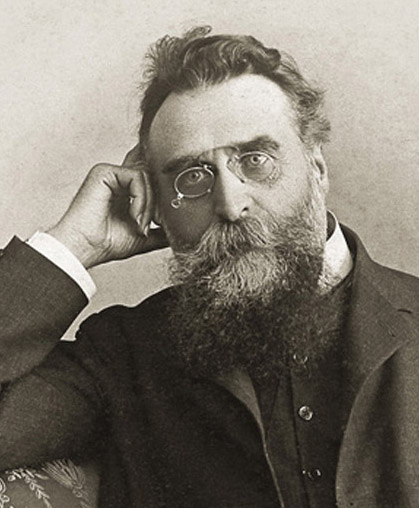
요나스 바사나비추스

요나스 바사나비추스(리투아니아어: Jonas Basanavičius, 1851년 11월 23일~1927년 2월 16일)는 리투아니아의 역사학자, 언어학자이자 19세기 말기의 리투아니아 문화부흥 운동의 주도자 중 한 사람이다.
1880년부터 1905년까지 불가리아 공국에서 의사로 활동했으며, 정치에도 참여하였다. 이후 리투아니아의 최초의 신문인 아우슈라를 창간하였으며, 빌뉴스 대의회의 구성원이자 의장을 지냈다. 1907년에는 리투아니아 과학 협회를 창설하여 의장을 역임했고, 1918년 2월에 리투아니아의 국가 건국 준비 위원회인 리투아니아 평의회의 회원으로서 리투아니아 독립 선언서에 서명하였다.
리투아니아의 독립과 건국에 많은 공로를 세운 인물로 리투아니아에서는 "국가의 가장(리투아니아어: tautos patriarchas)"라는 별명으로 불리기도 한다.